# Quijada (percusión)
La quijada, sea de burro, caballo o res, en este caso también conocida como charrasca, cacharaina, charaina, carretilla, calanguana o kahuaha, se usa como instrumento de percusión en varios lugares de Hispanoamérica.

## Descripción
Es elaborada con el maxilar inferior o quijada de un burro o caballo que es hervida y secada, y también puesta en un nido de hormigas para que quede libre de residuos orgánicos para que los molares se aflojen y produzcan un castañeteo. Dependiendo de la técnica de ejecución se obtienen dos sonidos. El primero implica golpear la parte final de la quijada con la palma o el costado de la mano cerrada, ocasionando la vibración de la dentadura. El segundo se obtiene al frotar la fila de dientes con un palillo de madera. Este último se denomina «carrasca», probablemente una voz onomatopéyica.

## Usos
Se utiliza como instrumento de marcha en los carnavales y fiestas religiosas, así como también en varios ritmos de origen afrodescendiente como principalmente en la música afroperuana de la costa centro y sur de Perú, en sones de República Dominicana, al igual que en la música veracruzana de son jarocho y de son afromexicano de Costa Chica, de torbellino colombiano, en Guatemala, Belice, y ocasionalmente en desfiles en el candombe afroargentino de Buenos Aires y Argentina.

## Galería

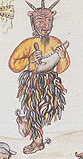
Danza de San Miguel del Códice Martínez Compañón (1782-1785).
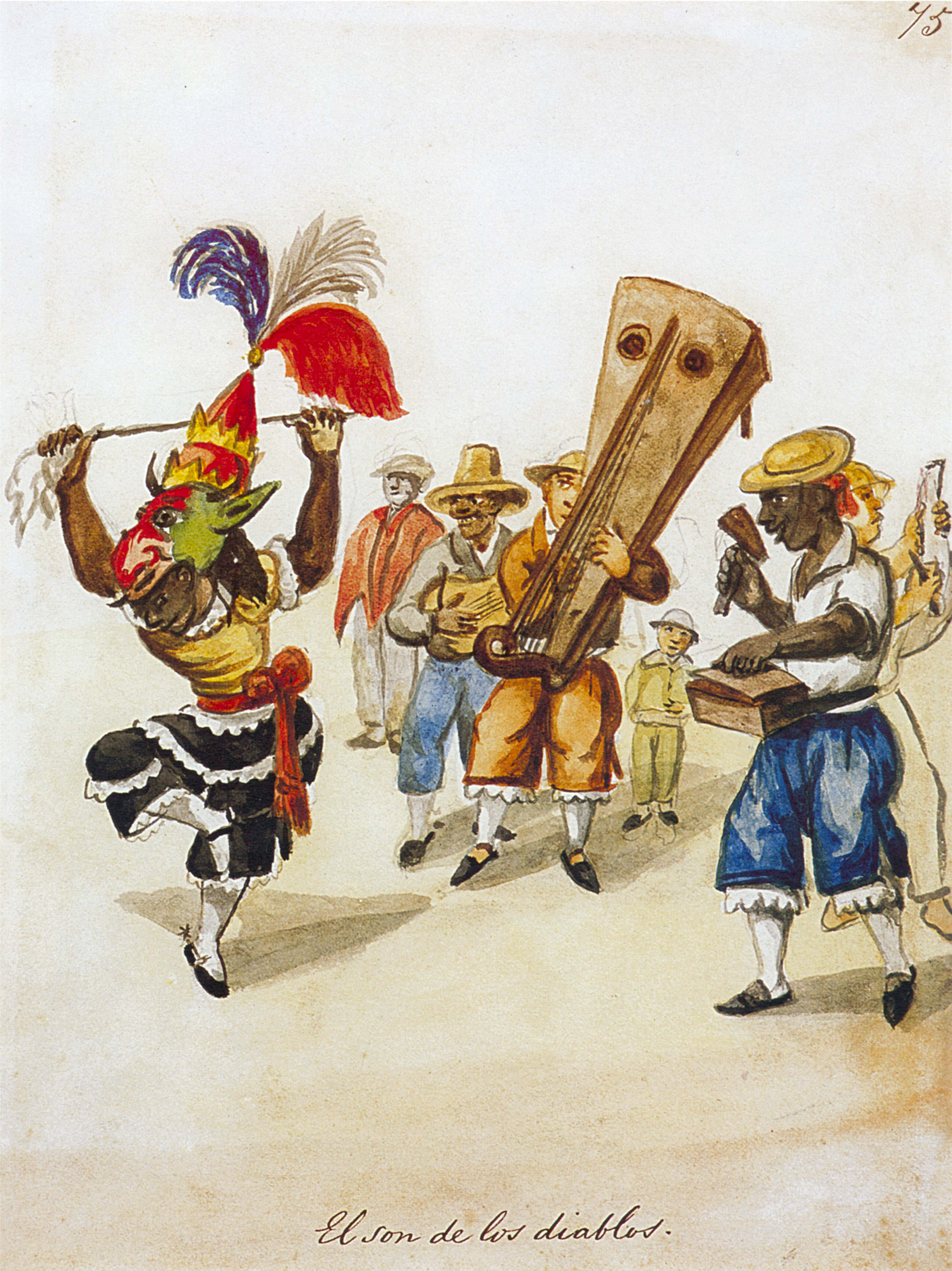
Acuarela de Pancho Fierro (siglo XIX), donde se aprecia una quijada usada como instrumento musical.
- Ejemplo de ejecución en la música afroperuana.
- Un grupo de jaraneros de son jarocho tocando en el Festival Zacatecas de Folklor 2015.